# Rhizophydium difficile
Rhizophydium difficile är en svampart som beskrevs av Canter 1954. Rhizophydium difficile ingår i släktet Rhizophydium och familjen Rhizophydiaceae.   Inga underarter finns listade i Catalogue of Life.